# Laser

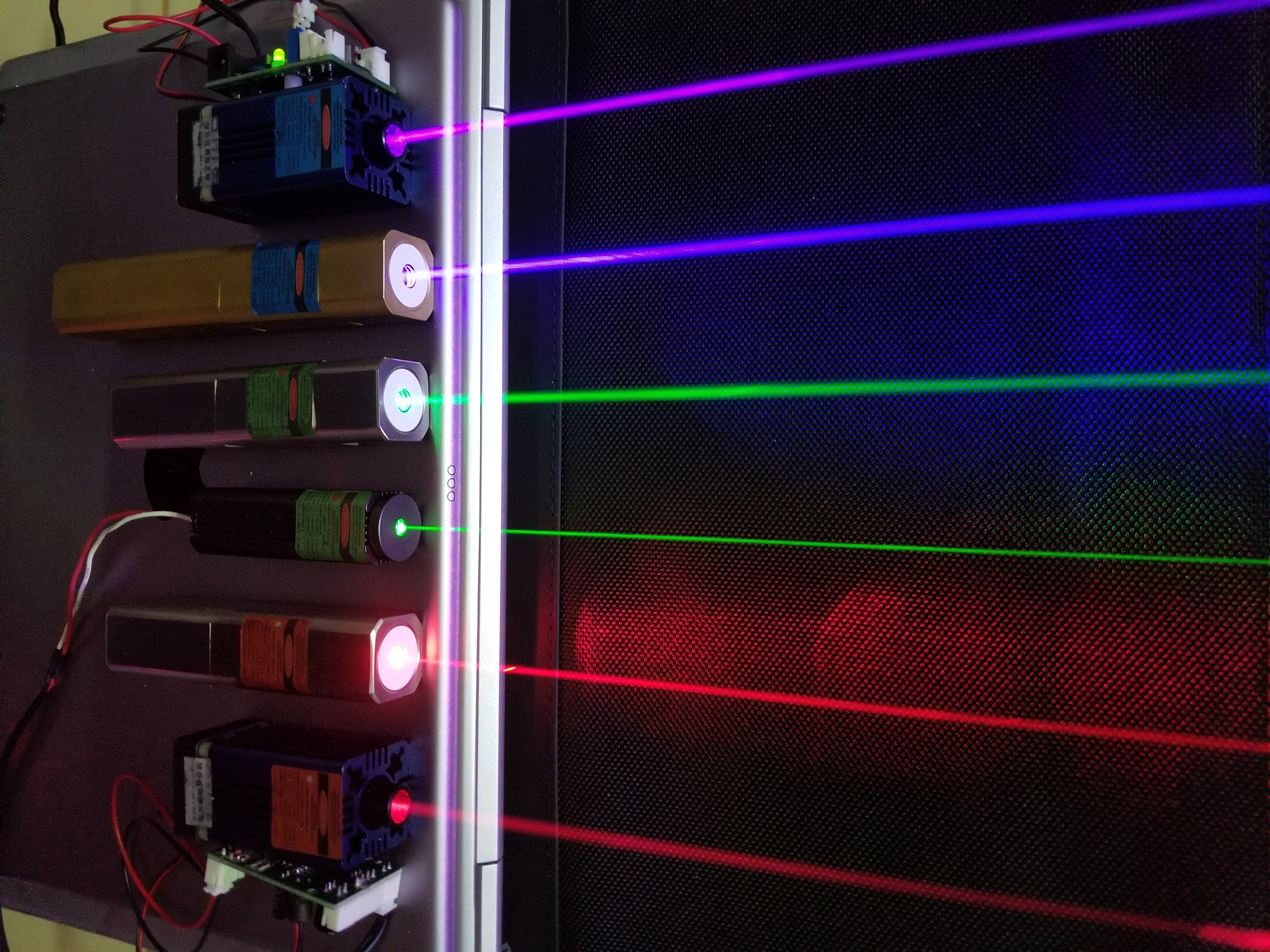
Laser rosso (660 e 635 nm), verde (532 e 520 nm), e blu-violetto (445 e 405 nm)

Il laser (acronimo dell'inglese Light Amplification by Stimulated Emission of Radiation, lett. "amplificazione della luce mediante emissione stimolata di radiazioni") è un dispositivo optoelettronico in grado di emettere un fascio di luce coerente. Il termine si riferisce oltre che al dispositivo anche al fenomeno fisico dell'amplificazione per emissione stimolata di un'onda elettromagnetica.

## Storia

### Le prime teorie
Nel 1917 Albert Einstein formulò le basi teoriche del laser e del maser nell'articolo Zur Quantentheorie der Strahlung ("Sulla teoria quantistica delle radiazioni") attraverso una riderivazione delle leggi sulla radiazione di Max Planck. Nel 1928 Rudolf W. Ladenburg dimostrò l'esistenza dell'emissione stimolata e dell'assorbimento negativo. Nel 1939, Valentin A. Fabrikant predisse l'uso dell'emissione stimolata per amplificare onde corte. Nel 1947, Willis E. Lamb e R. C. Retherford effettuarono la prima dimostrazione dell'emissione stimolata. Nel 1950 Alfred Kastler (vincitore del Nobel per la fisica nel 1966) propose il metodo per il pompaggio ottico confermato sperimentalmente due anni dopo da Brossel, Kastler e Winter.

### Maser

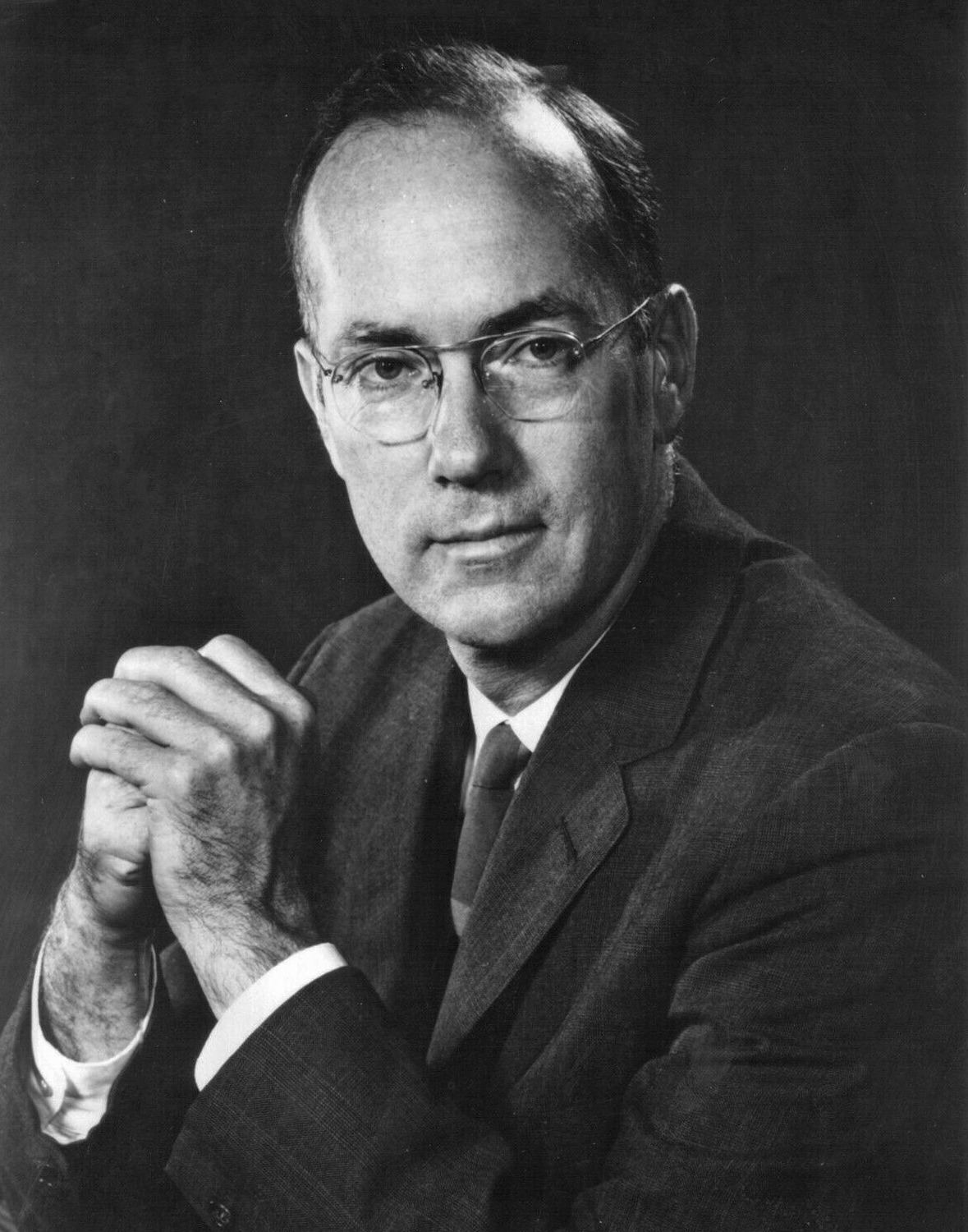
Charles H. Townes

Il primo maser venne costruito da Charles Hard Townes, J. P. Gordon, e H. J. Zeiger alla Columbia University nel 1953. L'apparecchio era simile a un laser, ma concentrava energia elettromagnetica in un campo di frequenza notevolmente inferiore: utilizzava infatti l'emissione stimolata per produrre l'amplificazione delle microonde invece che di onde infrarosse o visibili. Il maser di Townes poteva erogare solo una minima potenza, circa 10 nW, ma Nikolay Basov e Aleksandr Prokhorov risolsero il problema teorizzando e sviluppando un "metodo di pompaggio" con più di due livelli di energia. Charles H. Townes, Nikolay Basov e Aleksandr Prokhorov ricevettero il premio Nobel per la fisica nel 1964, "per il lavoro fondamentale nel campo dell'elettronica quantistica, che ha portato alla costruzione di oscillatori e amplificatori basati sul principio maser-laser."

### L'invenzione e la brevettazione
La paternità dell'invenzione del laser non è stata attribuita con certezza e il laser è stato oggetto di un trentennale contenzioso brevettuale.
Il 16 maggio 1960, Theodore H. Maiman azionò il primo laser funzionante a Malibù in California presso i laboratori della Hughes Research. Era un laser a stato solido che sfruttava il cristallo di rubino in grado di produrre un raggio laser rosso con una lunghezza d'onda di 694 nm. Sempre nel 1960, Ali Javan, William R. Bennett e Donald Herriott costruirono il primo laser utilizzando l'elio e il neon, definito maser ottico a gas, in grado di produrre un raggio infrarosso. Nel 1963 K. Patel dei Bell Laboratories mette a punto il laser ad anidride carbonica. Tre anni prima Gordon Gould, che aveva incontrato e discusso con Townes, si era annotato vari appunti sull'utilizzo ottico dei maser e sull'utilizzo di un risonatore aperto, dettaglio poi successivamente comune in molti laser. Ritenendosi inventore del laser, Gordon Gould aveva depositato presso un notaio i suoi appunti, ma nel contenzioso legale che ne nacque, non gli venne riconosciuta dall'ufficio brevetti la paternità dall'invenzione. Nel 1971 Izuo Hayashi e Morton B. Panish dei Bell Laboratories disegnano il primo laser a semiconduttori (diodo laser) in grado di operare in continuo a temperatura ambiente. Nel 1977 viene attribuito un brevetto per il "pompaggio ottico" a Gordon Gould e nel 1979 un brevetto descrive una grande varietà di applicazioni del laser, incluso riscaldamento e vaporizzazione dei materiali, saldatura, foratura, taglio, misurazione delle distanze, sistemi di comunicazione, sistemi di fotocopiatura oltre a varie applicazioni fotochimiche. Anche se non è mai stata attribuita a Gordon Gould l'invenzione del laser, per i suoi brevetti successivi ha incassato royalties milionarie da chi ha sviluppato sistemi laser utilizzando soluzioni e/o applicazioni da lui inventate.

## Descrizione
La coerenza spaziale e temporale del raggio laser è correlata alle sue principali proprietà:
- alla coerenza temporale, cioè al fatto che le onde conservano la stessa fase nel tempo, è correlata la proprietà dei laser di emettere fasci di radiazione in un intervallo spettrale molto stretto. È considerata un'onda monocromatica anche se particolari dispositivi laser possono emettere contemporaneamente un numero discreto di fasci a diverse lunghezze d'onda;
- alla coerenza spaziale, cioè al fatto che la differenza di fase è costante fra punti distinti in una sezione trasversa del fascio, è correlata la possibilità di avere fasci unidirezionali e collimati, cioè paralleli anche su lunghi percorsi. I fasci laser sono focalizzabili su aree molto piccole, anche con dimensioni dell'ordine del micrometro (la dimensione dello spot focale dipende però sia dalla lunghezza d'onda che dall'angolo di focalizzazione), impossibili con radiazioni non coerenti.

L'emissione unidirezionale e coerente comporta la possibilità di raggiungere una irradianza o densità di potenza elevatissima a paragone di quella delle sorgenti luminose tradizionali.
Queste proprietà sono alla base del vasto ventaglio di applicazioni che i dispositivi laser hanno avuto e continuano ad avere nei campi più disparati:
- l'elevatissima irradianza, data dal concentrare una grande potenza in un'area molto piccola, permette ai laser il taglio, l'incisione e la saldatura di metalli, ed un possibile utilizzo anche come arma;
- la monocromaticità e coerenza li rende ottimi strumenti di misura di distanze, spostamenti e velocità anche piccolissimi, dell'ordine del micrometro (10−6 m);
- sempre la monocromaticità li rende adatti a trasportare informazioni nelle fibre ottiche o nello spazio libero anche per lunghe distanze come avviene nelle comunicazioni ottiche;
- Inoltre impulsi laser ultrabrevi, dell'ordine dei femtosecondi, o con intensità elevatissima, dell'ordine dei 1018 W/cm2 sono impiegati nelle più avanzate ricerche scientifiche.

### Schema di funzionamento

Componenti di un Laser:
1) Mezzo ottico attivo
2) Energia fornita al mezzo ottico
3) Specchio
4) Specchio semiriflettente
5) Fascio laser in uscita

Il laser è essenzialmente composto da 3 parti:
1. un mezzo attivo, cioè un materiale (gas, cristallo, liquido) che emette la luce;
2. un sistema di pompaggio, che fornisce energia al mezzo attivo;
3. una cavità ottica, o risonatore ottico, ossia una trappola per la luce.

Nel laser si sfrutta il mezzo attivo, il quale possiede la capacità di emettere radiazioni elettromagnetiche (fotoni) quando attivato. Dal mezzo attivo dipende la lunghezza d'onda dell'emissione. Il mezzo attivo può essere gassoso (ad esempio anidride carbonica, miscela di elio e neon, ecc.), liquido (solventi, come metanolo, etanolo o glicole etilenico, a cui sono aggiunti coloranti chimici come cumarina, rodamina e fluoresceina) o solido (rubino, neodimio, semiconduttori, ecc.). Il sistema di pompaggio fornisce energia al mezzo attivo portandolo all'eccitazione con emissione di fotoni.
L'eccitazione può avvenire tramite:
- Pompaggio ottico (lampade stroboscopiche, diodi laser, ecc.);
- Urti elettronici (scarica elettrica in gas con sorgente di corrente continua, impulsata, di radio frequenza o una loro combinazione);
- Effetto Penning;
- Trasferimento risonante di energie.

Le radiazioni emesse vengono normalmente concentrate attraverso una cavità ottica con pareti interne riflettenti, e una zona di uscita semiriflettente. Questa ultima superficie è l'unica che permette la fuoriuscita del raggio, il quale viene successivamente lavorato e riposizionato attraverso una serie di lenti e specchi per far sì che il raggio risultante abbia la posizione, concentrazione nonché ampiezza desiderate.

### Principio di funzionamento
Come dice la stessa sigla (LASER → Light Amplification by Stimulated Emission of Radiation), la radiazione laser proviene dal processo di emissione stimolata:
M* + hν → M + 2hν
Normalmente la luce che attraversa un materiale viene assorbita dal materiale stesso man mano che avanza, cioè cede energia agli atomi che incontra, eccitandoli, perché li trova in uno stato energetico "basso". Se però interveniamo eccitando gli atomi del materiale con una fonte di energia esterna, allora secondo l'analisi di Einstein le probabilità che avvengano l'emissione stimolata e l'assorbimento sono date dalla percentuale di atomi eccitati a fronte di quella di atomi nello stato energetico base:
Pesp = BN2ρ(ν12)
Pass = BN1ρ(ν12)
dove B è il coefficiente di Einstein, N1 è la popolazione dello stato a energia E1 e N2 è la popolazione dello stato a energia E2; (E2 > E1); ρ(ν12) è la densità del campo di radiazione alla frequenza ν12 = (E2 - E1)/h; Da questo si vede che se riusciamo a ottenere una inversione di popolazione, cioè se ci sono più atomi eccitati che atomi normali, la luce che attraversa il materiale guadagnerà potenza invece di perderla: cioè verrà amplificata dall'emissione stimolata degli atomi.
In condizioni di equilibrio N1 è sempre maggiore di N2 (perché le popolazioni dei due livelli sono descritte dalla distribuzione di Boltzmann {\displaystyle N_{2}=N_{1}e^{-(E_{2}-E_{1})/kT}}, da notare l'esponente negativo) e quindi per ottenere prevalenza dell'emissione stimolata è necessario mantenere il sistema lontano dall'equilibrio, attuando l'inversione di popolazione.
La stimolazione o pompaggio di un laser può avvenire otticamente o elettricamente. La stimolazione ottica può essere effettuata da una lampada che avvolge il materiale attivo il tutto all'interno di uno specchio. In alternativa si può utilizzare una lampada lineare, ma il materiale attivo e la lampada devono essere posti nei fuochi di uno specchio ellittico in modo da far convergere tutti i raggi luminosi sul materiale attivo. La stimolazione elettrica invece avviene mediante l'applicazione di una differenza di potenziale ed è applicabile solo a materiali conduttori come, ad esempio, vapori di metalli.

### Caratteristiche della radiazione laser
- Unidirezionalità: al contrario delle sorgenti elettromagnetiche tradizionali, il laser emette la radiazione in un'unica direzione. Più precisamente l'angolo solido sotteso da un fascio laser è estremamente piccolo; una buona descrizione della propagazione e collimazione di un fascio laser è data dall'ottica dei fasci gaussiani. Questa caratteristica viene sfruttata in diversi ambiti, per esempio permette di trattare le superfici in maniera estremamente accurata (litografia, dischi ottici, ecc.). In spettroscopia si ha la possibilità di aumentare notevolmente il cammino ottico e quindi la sensibilità usando una sorgente laser che attraversa il campione con una traiettoria a zig-zag grazie a un sistema di specchi.
- Monocromaticità: l'allargamento della banda di emissione è dato dalla larghezza naturale e dall'effetto Doppler (che può essere eliminato o comunque contenuto parecchio). In spettroscopia si sfrutta questa caratteristica per ottenere spettri ad alta risoluzione. Sarebbe molto difficoltoso ottenere gli spettri Raman senza questa caratteristica dei laser.
- Radianza: nei laser la quantità di energia emessa per unità di angolo solido è incomparabilmente più elevata rispetto alle sorgenti tradizionali. In particolare è elevato il numero di fotoni per unità di frequenza. Questa caratteristica è diretta conseguenza delle due precedentemente citate. Grazie a questa caratteristica si ha la possibilità di osservare fenomeni particolari, come per esempio l'assorbimento a molti fotoni. L'elevata intensità ha trovato anche diverse applicazioni tecnologiche, per esempio nel taglio dei metalli.
- Coerenza: mentre nell'emissione spontanea ogni fotone viene emesso in maniera casuale rispetto agli altri, nell'emissione stimolata ogni fotone ha la stessa fase del fotone che ha indotto l'emissione. La fase viene quindi mantenuta nel tempo e nello spazio. Questa caratteristica ha permesso lo sviluppo della tecnica CARS.
- Impulsi ultra-brevi: con diverse tecniche è possibile costruire laser che emettano pacchetti di onde estremamente stretti nel dominio del tempo, attualmente si è giunti allo sviluppo di impulsi dell'ordine del femtosecondo. Questi laser hanno trovato impieghi in diversi ambiti di ricerca, hanno per esempio permesso la nascita di una nuova disciplina, che è stata chiamata femtochimica.

## Classificazione
I laser sono classificati in funzione del pericolo per la salute umana. La classificazione viene effettuata dal produttore secondo le norme IEC 60825 armonizzate nell'Unione europea con le norme Cenelec EN 60825-1. Prima del 2007 i laser erano classificati in 5 classi (1, 2, 3a, 3b, 4) dipendenti dalla potenza e dalla lunghezza d'onda, considerando che le emissioni nella banda del visibile erano considerate meno pericolose grazie al riflesso palpebrale.
Le norme attualmente in vigore dividono i laser in 7 classi, introducendo i parametri di:
- Limite emissione accessibile (LEA): livello massimo di emissione accessibile permesso in una particolare classe.
- Massima esposizione permessa (MEP): il livello della radiazione laser a cui, in condizioni ordinarie, possono essere esposte le persone senza subire effetti dannosi. I livelli MEP rappresentano il livello massimo al quale l'occhio o la pelle possono essere esposti senza subire un danno a breve o a lungo termine. Il MEP da cui normalmente si ricava il LEA delle diverse classi di laser è stato ricavato dalle “Linee guida sui limiti di esposizione alla radiazione laser di lunghezza d'onda compresa tra 180 nm e 1 mm.” redatte dalla Commissione Internazionale sulla Protezione dalle radiazioni non ionizzanti (ICNIRP).[17]
- Distanza nominale di rischio ottico (DNRO): distanza dalla apertura di uscita in cui l'intensità o l'energia per unità di superficie (grandezze relative alla irradianza o radianza) è uguale alla massima esposizione permessa per evitare il danno corneale (MEP).[18]

La attuale classificazione introduce 2 classi M (M per magnificazione) a significare che il rischio è diverso se si utilizzano lenti, binocoli o strumenti ottici in grado di focalizzare sulla cornea il fascio laser. La classificazione attuale considera inoltre il limite massimo di emissione accessibile in funzione della durata della esposizione considerando il rischio connesso alla esposizione a impulsi o treni di impulsi ad alta potenza ma di durata molto breve.
| Classe | Descrizione e avvertenza | Lunghezza d'onda       |
| ------ | --- | ---------------------- |
| 1      | La radiazione laser accessibile non è pericolosa. Laser con emissioni superiori alla MEP sono di classe 1 se chiusi in un alloggiamento non accessibile. | Da 180 nm a 1 mm.      |
| 1M     | La radiazione laser accessibile è innocua nelle normali condizioni d'uso fino a quando non vi sono strumenti ottici come lenti di ingrandimento o binocoli che possono concentrare l'energia sulla cornea. Non guardare il fascio direttamente con strumenti ottici.                                               | Da 302,5 nm a 4 000 nm |
| 2      | La radiazione laser accessibile nello spettro visibile. È innocua per l'occhio considerando anche che la protezione dell’occhio è normalmente assicurata dalle reazioni di difesa compreso il riflesso palpebrale (circa 0,25 s) anche se si utilizzano dispositivi ottici di osservazione. Non fissare il fascio. | Da 400 nm a 700 nm     |
| 2M     | Come la classe 2, la visione del fascio può essere più pericolosa se l’operatore impiega ottiche di osservazione all’interno del fascio. Non fissare il fascio o guardarlo direttamente con strumenti ottici. | Da 400 nm a 700 nm     |
| 3R     | La radiazione laser accessibile è potenzialmente pericolosa; il LEA è inferiore a cinque volte il LEA di Classe 2 nell’intervallo di lunghezze d’onda tra 400 e 700 nm, e inferiore a cinque volte il LEA di Classe 1 per le altre lunghezze d’onda. Evitare la diretta esposizione degli occhi.                   | Da 180 nm a 1 mm       |
| 3B     | La radiazione laser accessibile è normalmente pericolosa per gli occhi se direttamente esposti a distanza inferiore alla DNRO e in casi particolari anche per la pelle. L'esposizione a luce diffusa o dispersa da riflessioni è di solito sicura. Evitare l'esposizione al fascio.                                | Da 180 nm a 1 mm       |
| 4      | La radiazione laser accessibile è molto pericolosa per gli occhi e pericolosa per la pelle, inclusa la radiazione diffusa. Quando si utilizza questo raggio laser si possono provocare incendi o esplosioni. Evitare di esporre occhi o pelle alla radiazione diretta o diffusa.                                   | Da 180 nm a 1 mm       |

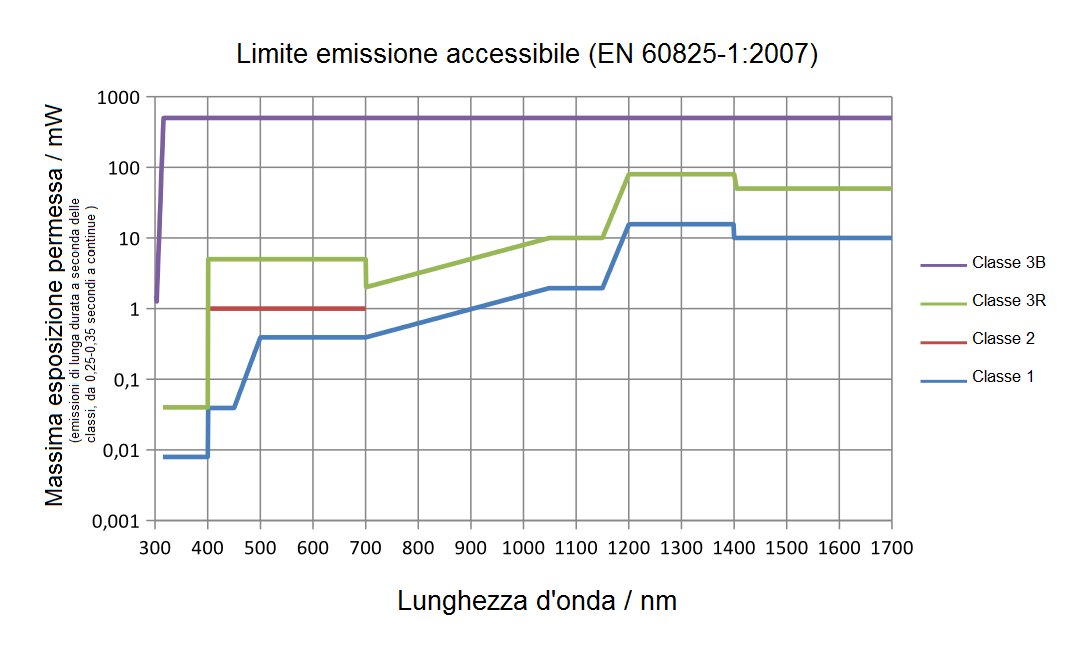
Massima esposizione permessa delle classi 1, 2, 3R e 3B secondo EN60825-1. 2007
le potenze possono essere superiori nei laser chiusi (non accessibili) o non collimati

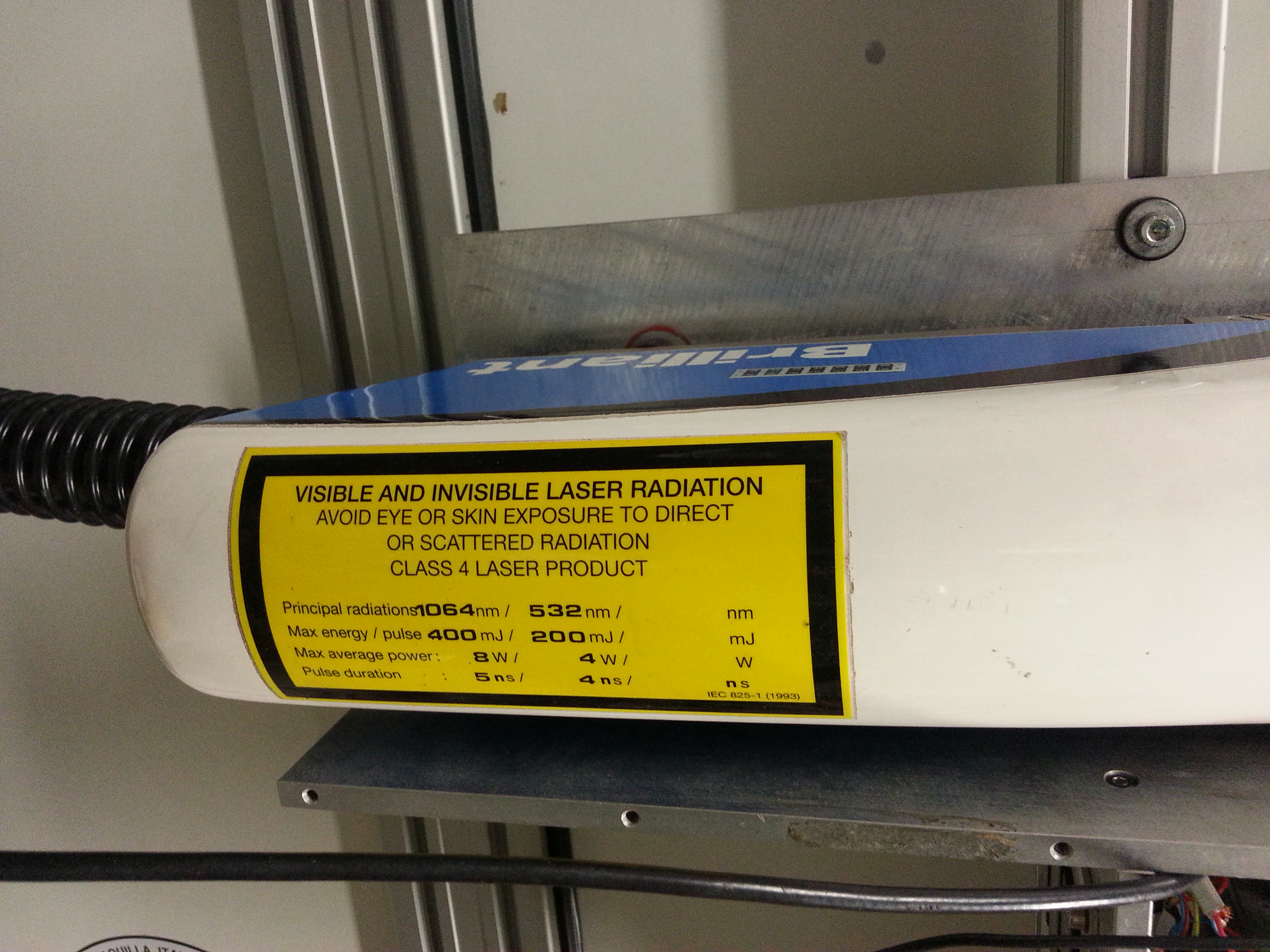
Etichettatura a norme EN 60825-1 di un laser classe 4 con emissione di due lunghezze d'onda: una visibile e una non visibile

Alcune ricerche hanno rilevato come l'esistenza del riflesso palpebrale per proteggere gli occhi non può essere assunto come regola.
L'ordinanza 16 luglio 1998 pubblicata nella Gazzetta Ufficiale n. 167 del 20 luglio 1998 vieta, su tutto il territorio nazionale, la commercializzazione di puntatori laser o di oggetti con funzione di puntatori laser di classe pari o superiore a 3 (>1 mW), secondo la norma CEI EN 60825. L'ordinanza redatta quando erano in vigore le vecchie norme tecniche e classificazioni dei dispositivi laser, viene applicata vista l'analogia nella classificazione di rischio tra la vecchia e nuova normativa tecnica.

### Laser a impulsi
In relazione all'uso a cui è destinato, spesso è necessario poter disporre di un laser che, piuttosto che produrre una emissione continua di radiazione di una data lunghezza d'onda, produca invece brevi impulsi di intensità elevata. Per ottenere tale genere di laser si ricorre al Q-switching e al Mode-locking.

#### Q-switching
Il Q-switching è una tecnica che prende nome dal fattore Q, un parametro che esprime la qualità delle cavità risonanti, e permette di ottenere laser con impulsi dell'ordine dei nanosecondi (10−9 s). Il principio sfruttato, in pratica, consiste nell'inficiare momentaneamente l'effetto delle cavità con il risultato di ottenere una concentrazione di energia in un ristretto intervallo di tempo.

#### Mode-locking
Il mode-locking è una tecnica grazie alla quale, modulando opportunamente le onde che pervengono nelle cavità risonanti, è possibile ottenere una intensa interferenza costruttiva con produzione di un raggio laser molto intenso a impulsi dell'ordine del picosecondo (10−12 s) e del femtosecondo (10−15 s).

## Impiego in medicina
Successivamente alla sua invenzione nel 1960, il laser è stato usato diffusamente per scopi medici. La funzione e risposta terapeutica dipendono in maniera complessa dalla scelta della lunghezza d'onda, dalla durata di irradiazione e dalla potenza del laser. Combinazioni diverse di questi parametri sono impiegate per trasformare l'energia luminosa in energia meccanica, termica o chimica. Generalmente gli effetti meccanici sono prodotti dall'applicazione di brevi impulsi (dell'ordine dei nanosecondi) e alte energie.
In questo modo onde di stress meccanico possono essere prodotte con sufficiente forza per disintegrare calcoli urinari. Gli effetti termici si ottengono in funzione dell'energia assorbita dai diversi tessuti. Brevi impulsi laser vengono usati per ablare sottili strati di tessuto in chirurgia rifrattiva, utilizzando luce laser che penetra solo alcuni micrometri nel tessuto. La lunghezza d'onda della luce laser può essere scelta in modo tale che la luce sia assorbita selettivamente dal bersaglio. La coagulazione selettiva delle vene varicose in chirurgia estetica può essere compiuta usando una lunghezza d'onda assorbita selettivamente dall'emoglobina. L'impulso è scelto allora sufficientemente breve così da non arrecare danno al tessuto normale circostante, ma anche lungo a sufficienza da permettere la coagulazione sull'intero diametro del vaso. Con la criolaserforesi si sfrutta la permeazione della barriera cutanea per favorire l'immissione di principi attivi per via cutanea.

### Oftalmologia

#### Chirurgia refrattiva laser
Un altro importante uso medico del laser consiste nella correzione dei difetti refrattivi: miopia, astigmatismo e ipermetropia. In tutti questi casi il profilo della cornea - la superficie oculare trasparente - viene 'modellato' con varie tecniche (PRK e LASIK). Infatti, la cornea funziona come una lente naturale: modificandone la curvatura si varia il fuoco (il punto in cui i raggi luminosi convergono) e si può fare in modo che le immagini arrivino nitide sulla retina.
È importante sottolineare tuttavia che, quando ci si opera con il laser, il difetto visivo si corregge ma non si elimina: a livello organico un occhio miope, in quanto più lungo del normale in senso antero-posteriore, rimane della medesima lunghezza, ma questo difetto viene compensato da una correzione artificiale (è un po' come se si portassero delle lenti a contatto naturali permanenti). Anche se l'intervento generalmente ha buon esito, come tutti gli interventi chirurgici non può raggiungere il 100% dei successi. Ciò significa che talvolta può essere necessario portare ancora occhiali o lenti a contatto, sebbene di gradazione inferiore. L'eventuale insuccesso in genere non dipende tanto da un'imprecisione del macchinario, quanto piuttosto dal fatto che la cornea del paziente ha una cicatrizzazione anomala. L'esperienza accumulata e le curve interpolate sono inserite di serie su tutti i macchinari. L'intelligenza del macchinario dipende totalmente dall'esperienza acquisita in interventi precedenti; la sua precisione sta nell'applicare sulla cornea esattamente le misure di taglio calcolate. Tuttavia, prima dell'intervento si può capire se la cornea è operabile con il macchinario in dotazione.
L'intervento ha successo in più del 90% dei casi; non può provocare cecità incurabile; spesso si può rinunciare agli occhiali o alle lenti a contatto. In alcuni casi è necessario un secondo intervento. Arrivati all'attuale quarta generazione di macchinari, gli "effetti collaterali" (di cui si lamenta un 7% degli operati) sono: sensazione di corpo estraneo (da secchezza degli occhi), fastidi alla visione notturna, fotofobia, sdoppiamento delle immagini da astigmatismo, aloni, bruciore nei locali chiusi, occhi frequentemente arrossati. Le complicanze possono essere gravi in rari casi, tanto da impedire la guida notturna o il lavoro in ambienti a forte luminosità. Le complicazioni possono manifestarsi fin dai primi giorni dopo l'intervento e possono aggravarsi con gli anni. Se il trattamento è stato intenso per correggere forti difetti di vista e il lembo da rimuovere per l'incisione laser è cicatrizzato definitivamente, oppure se l'operatore del laser ha commesso errori nel sollevare e riporre il lembo superficiale della cornea, il danno è permanente. Talora, per rimediare a un intervento laser errato, è necessario ricorrere al trapianto di cornea.

#### Laserterapia retinica
Il laser retinico viene usato generalmente per cicatrizzare zone di retina malata, al fine di eliminarle o di fissare meglio la retina sana intorno a zone patologiche. L'obiettivo è quello di ottenere delle cicatrici che rinforzino l'adesione della retina agli strati sottostanti (la retina è simile alla pellicola di una macchina fotografica tradizionale su cui si imprimono le immagini). Per l'operazione si può impiegare un tipo particolare di strumento, l'"argon laser", il cui fascio luminoso con lunghezza d'onda dell'ordine dei 488 nm e 514 nm comporta un maggiore riscaldando superficiale dei tessuti ricchi di cromofori. Il forte riscaldamento provoca un'infiammazione a cui segue una risposta cicatriziale.

### Laser cutaneo
L'utilizzo del laser sulla superficie cutanea può avere finalità dermatologiche o estetiche.

#### Trattamento delle lesioni vascolari
Le lesioni vascolari superficiali (spider venosi, teleangectasie, emangiomi, ecc. ) possono essere trattate con sorgenti laser che emettono a lunghezze d'onda che possono essere assorbite selettivamente dall'emoglobina e ossiemoglobina più che dai tessuti circostanti. Sono utilizzati laser KTP o potassium titanyl phosphate (532 nm), PDL o pulsed dye (585–595 nm), alessandrite (755 nm), diodici (800–810, 940 nm), Nd-YAG (1060 nm) a seconda della lesione vascolare da trattare. I primi due modelli sono preferiti nel trattamento di vasi di diametro inferiore al millimetro mentre gli ultimi tre modelli possono essere preferiti per lesioni di dimensioni superiori.

#### Trattamento delle cicatrici atrofiche, ipertrofiche e cheloidi
Il laser può essere utilizzato con funzione ablativa, quasi o non ablativa sulle lesioni cutanee che comportano una produzione irregolare di collagene.
I più comuni ablativi sono il laser CO2 (10600 nm) e il laser erbio o Er-YAG (2640 nm). In origine è stato utilizzato anche il laser PDL (585 nm). Non ablativi o quasi ablativi invece le tecnologie a impulsi del laser Nd-YAG (1060 nm) e diodico (1450 nm). Recentemente è stata introdotta anche la tecnologia del laser frazionale (FRAXEL).
Approccio analogo è stato sperimentato anche su cicatrici atrofiche da acne e strie distense.

#### Trattamento delle lesioni pigmentate
Melasma, discromie cutanee, macchie iperpigmentate ma anche rimozione tatuaggi sono l'obiettivo di vari trattamenti con laser.
Si tende a utilizzare laser a impulso molto breve, normalmente con tecnologia Q-switching. Impulsi brevi o molto brevi comportano una pari efficacia ma un rischio minore di cicatrici e iperpigmentazioni rispetto a fluenze continue.

#### Trattamento di fotoepilazione
Sono privilegiati laser con impulsi da 10 a 300 ms che emettono nella lunghezze d'onda dove maggiore è la differenza relativa di assorbimento della luce della melanina del pelo rispetto all'emoglobina (circa da 650 a 1050 nm) e melanina della pelle. I più diffusi sono laser diodici (808 nm) in grado di erogare da 10 a 60 J/cm2.

#### Trattamento contro l'invecchiamento cutaneo
La tecnica corrente, chiamata dall'inglese resurfacing, prevede un insulto termico prodotto dal laser che comporta la rimozione degli strati più superficiali che vengono sostituiti nel giro di poche settimane da strati completamente nuovi, dove normalmente sono meno evidenti i segni dell'invecchiamento. Il trattamento introdotto attorno al 1995 con laser CO2 ablativi ha visto l'utilizzo anche di laser Er-YAG, Nd-YAG e più recentemente di laser FRAXEL e laser non ablativi per ridurre il rischio cicatrici e discromie.

### Trattamento laser delle emorroidi con tecnica HeLP
Il trattamento laser delle emorroidi con tecnica HeLP (Hemorrhoidal Laser Procedure) è un intervento mininvasivo, eseguito senza alcun tipo di anestesia con un decorso post-operatorio rapido e indolore. Consiste nella chiusura, con un laser a diodi da 980 nm di lunghezza d'onda e attraverso il canale dell'anoscopio, delle 12 arteriole che irrorano direttamente il plesso venoso emorroidario che va quindi incontro gradualmente a ostruzione. Le arterie da chiudere vengono individuate in fase intraoperatoria con una sonda Doppler, specifica per questo tipo di tecnica.

### Terapia fotodinamica contro alcuni tumori
Il laser viene utilizzato come tecnica non invasiva per la completa rimozione di tumori allo stadio iniziale. Nei tessuti viene iniettato una sostanza fotosensibile con un assorbimento selettivo nei tessuti malati. Al passaggio di un fascio di luce di una determinata lunghezza d'onda, il farmaco attiva una reazione che ha per protagonista l'ossigeno, ossida e distrugge le sole cellule malate. Il fatto eccezionale è che il farmaco agisce selettivamente e le cellule sane non vengono intaccate, come purtroppo avviene durante un'asportazione chirurgica. Per tumori più estesi, serve a circoscrivere la metastasi, ma non guarisce la malattia.

### Fototerapia
Particolari laser argon cloruro eccimeri emettono nella banda dei 308 nm considerata ottimale per la fototerapia della psoriasi.
Analogo trattamento è considerato efficace per la vitiligine.

### Fisioterapia
In fisioterapia sono diffusi laser con una irradianza tale da sviluppare un limitato calore sulla superficie corporea. Si tratta in genere di laser con emissione nell'infrarosso.
Il laser Nd:YAG è un laser a stato solido che sfrutta un cristallo di ittrio e alluminio (YAG) drogato al neodimio (Nd:Y3Al5O12) ed emette normalmente a 1060 nm o 940 nm. Può essere utilizzato anche il laser a CO2, che emette normalmente a 10600 nm. In fisioterapia sono possibili anche trattamenti laser a bassa potenza, cioè che non sviluppano alcun effetto termico sensibile, di cosiddetta biostimolazione.

### Terapia laser ad alta intensità (HILT)
L'High Intensity Laser Therapy (HILT) trova impiego nella gestione del dolore e del disordine muscolo-scheletrico, in virtù anche di un effetto antinfiammatorio e antiedemico. La HILT (o laser di classe IV) diminuisce la concentrazione dei mediatori pro-infiammatori e migliora la permeabilità capillare, con conseguente totale eradicazione dell’infiammazione. È risultata efficace nel produrre sollievo dal dolore e nel migliorare la funzionalità nell'osteoartrite del ginocchio. L'HILT può essere molto utile per il trattamento di disturbi dolorosi legati al collo, in quanto offre vari effetti tra cui biostimolazione, rigenerazione, analgesia, proprietà antinfiammatorie e proprietà antiedemigene. Al 2023 ha ricevuto scarsa attenzione da parte della ricerca accademica.

## Impiego militare

### Premesse

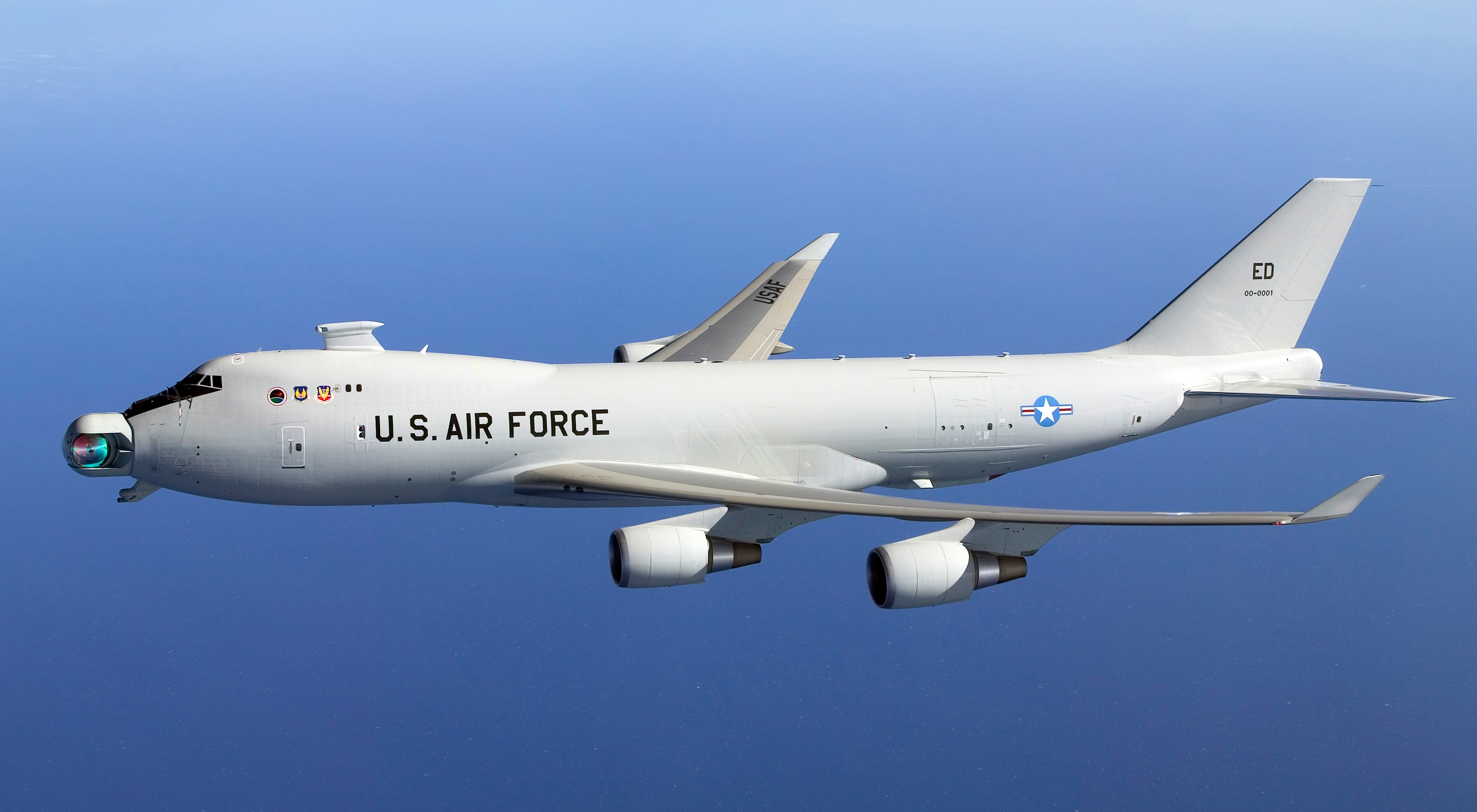
Boeing YAL-1. L'arma laser è montata nella torretta sul muso dell'aereo. Progetto abbandonato nel 2011.

L'utilizzo militare delle tecnologie laser ha avuto immediata applicazione in sistemi di puntamento, telemetria e accecamento. Nel 1980, il IV Protocollo della Convenzione delle Nazioni Unite su certe armi convenzionali, proibisce espressamente armi laser destinate all'accecamento dell'uomo. Nonostante sia entrato in forza il 30 luglio 1998, non ne vengono specificate le sanzioni per la sua violazione, e a marzo 2016 vi hanno aderito 106 nazioni. Il IV Protocollo non contempla il rischio di accecamento di umani che utilizzano strumenti di visione e l'accecamento di sistemi di visione elettronica.
Le ricerche sulla possibilità di danneggiare con un raggio laser proiettili, missili o aerei hanno ricevuto ingenti fondi, ma i risultati ottenuti hanno mostrato specifiche limitazioni della tecnologia. Nebbia, nuvole o tempeste di sabbia normalmente assorbono gran parte della potenza del raggio laser, inoltre dimensioni e peso del sistema d'arma per ottenere irradianze adeguate lo rendono poco maneggevole e anche difficilmente trasportabile. La potenza necessaria ad alimentare un sistema d'arma da 100 kW va oltre i 400 kW con conseguenti problematiche di raffreddamento. Un altro limite intrinseco delle armi laser di alta potenza consiste nella defocalizzazione indotta dal calore dell'aria attraversata; fenomeno chiamato "thermal blooming".

### Anni 2000

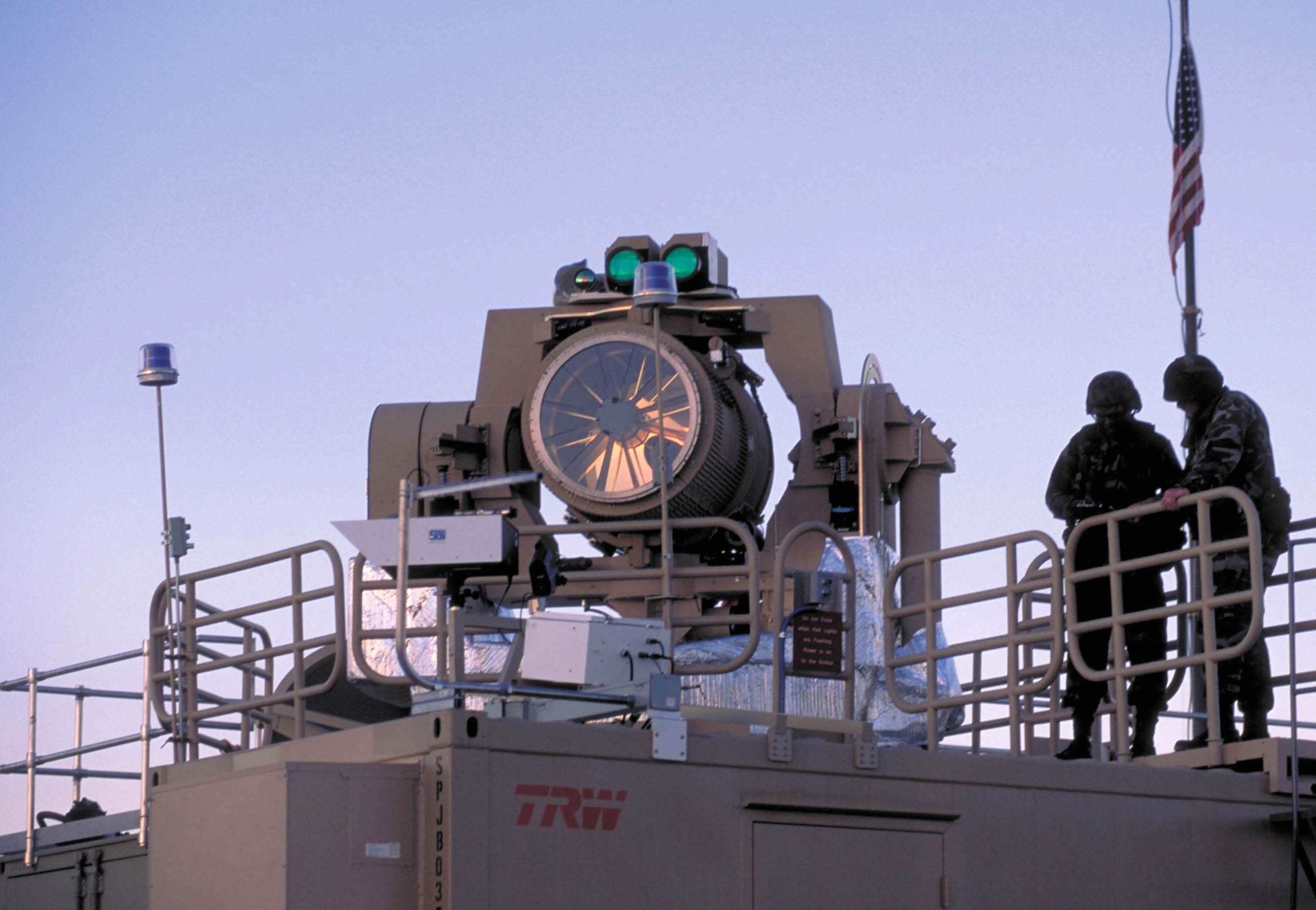
Tactical High-Energy Laser, sistema laser di intercettazione balistica

Dagli anni 2000, le tecnologie laser hanno ricevuto spesso ingenti fondi, ma i risultati ottenuti sono sempre stati, almeno inizialmente, piuttosto modesti. I comandi militari hanno richiesto sistemi laser di elevata potenza (100 kW almeno) e maneggevoli, cioè apparecchiature trasportabili su mezzi cingolati o su gomma. I ricercatori sono stati in grado di realizzare laser di notevole potenza (anche diversi megawatt) e laser portatili, ma non sono stati in grado di realizzare sistemi che riunissero entrambe le caratteristiche. Già nel 2005, Il Pentagono aveva annunciato il progetto HELLADS (High Energy Liquid Laser Area Defense System): si trattava di un congegno in grado di combinare laser a stato solido e liquido, riducendo enormemente dimensioni e peso, così da permetterne il montaggio sugli aerei da caccia. L'arma era in grado di sprigionare una potenza di circa 1 kW, anche se per la fine dell'anno il DARPA aveva previsto di aumentare la potenza a più di 15 kW. Nel giro di 2 anni al massimo quindi, l'USAF avrebbe dovuto avere a disposizione un'arma laser per aerei da poco più di 1600 libbre (circa 750 kg).
Nel febbraio 2007 utilizzando un laser SSHCL (Solid State Heat Capacity Laser) ricercatori statunitensi hanno dichiarato di aver raggiunto potenze di 67 kW con un dispositivo trasportabile. L'arma era in grado di sparare 200 volte al secondo un raggio di luce la cui lunghezza d'onda sarebbe stata di un micron, anche se si stava studiando la possibilità di sparare raggi con continuità verso un obiettivo da distruggere. I ricercatori sostennero inoltre che, dai 6 agli 8 mesi a quella parte, avrebbero potuto produrre un congegno in grado di sprigionare i tanto richiesti 100 kW. Sistemi come questi, sprigionano una grande potenza che può essere erogata continuamente per 2 minuti, al massimo, e richiedono 20 minuti per ricaricarsi.
Il 18 marzo del 2009 la Northrop Grumman Corporation affermò che i suoi ingegneri avevano costruito e testato con successo a Redondo Beach un laser trasportabile capace di raggiungere potenze sopra i 105 kW.
Tuttavia armi laser in grado di distruggere o danneggiare un obiettivo in combattimento, di cui si è molto discusso negli anni 2000, nell'ambito della strategia del surclassamento tecnologico, sono stati abbandonati; anche il sistema Tactical High Energy Laser sviluppato congiuntamente da Stati Uniti d'America e Israele per intercettare proiettili di artiglieria o razzi è stato abbandonato nel 2006, nonostante la relativa efficacia contro razzi Katyusha o Qassam.

### Anni 2010

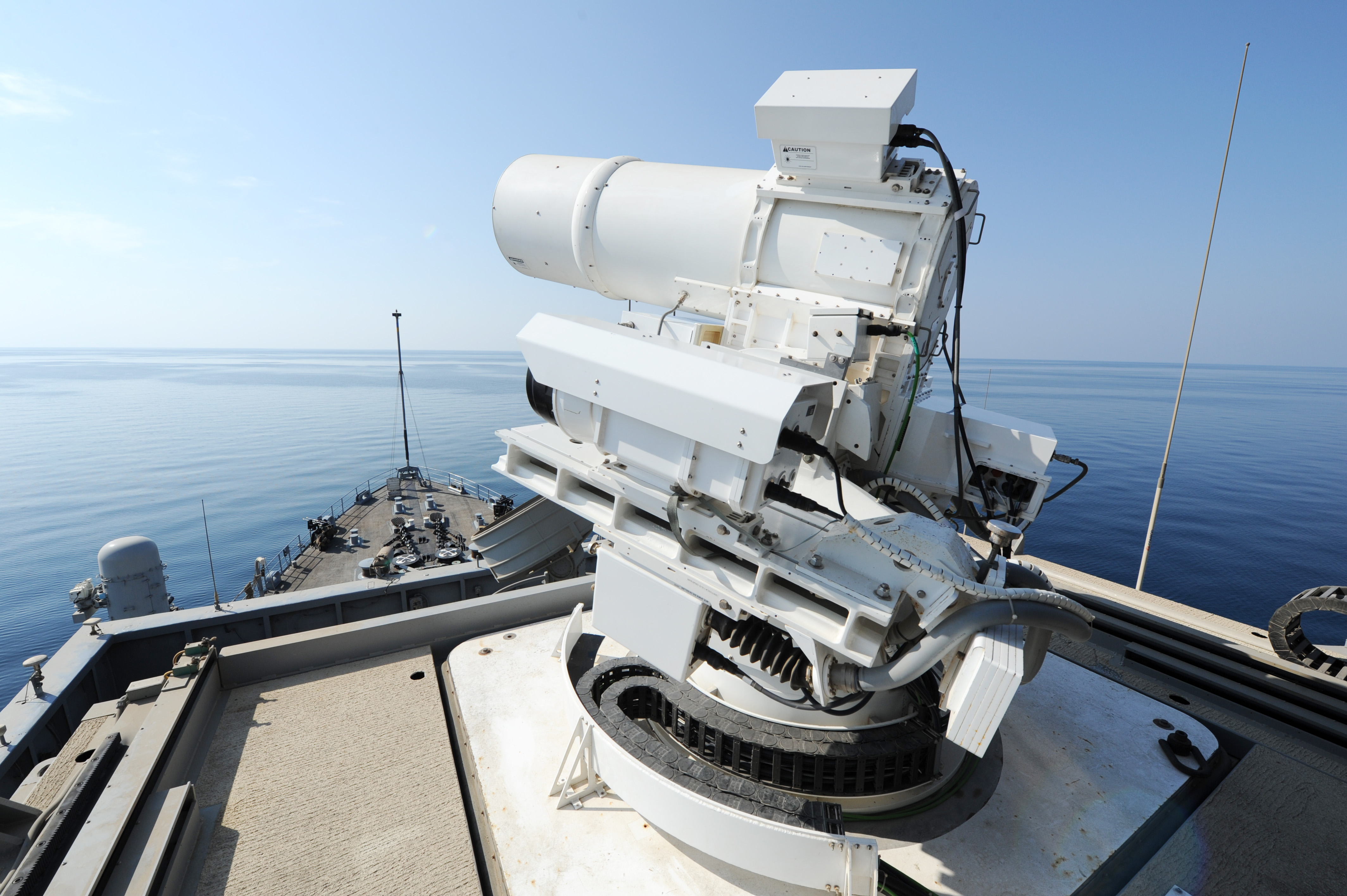
Cannone laser navale, sperimentale, "LaWS" nel novembre 2014

Nel novembre 2014, la United States Navy effettuò il primo montaggio e sperimentazione di un suo cannone laser. L'arma, denominata LaWS, con la potenza di 30 kW, è in grado di danneggiare elicotteri, droni e piccole imbarcazioni, ma anche di far detonare materiale esplosivo e accecare i sistemi di puntamento dei bombardieri e delle navi nemiche. Il suo costo unitario era di circa 28 milioni di dollari ma il costo del singolo colpo laser è molto inferiore a quello di altri sistemi di intercettazione. Integrandole con altri sistemi d'arma, che non hanno le stesse limitazioni meteorologiche, si pensa che le armi laser di alta potenza avranno nei prossimi anni un importante sviluppo e non solo negli Stati Uniti d'America.
Contemporaneamente alla United States Navy, varie industrie come la Northrop, Raytheon Company e la Lockheed Martin hanno incominciato nei primi mesi del 2014 a produrre cannoni laser, con potenze e prestazioni sempre superiori. Nel giro di un anno, nel marzo 2015 la Lockheed affermò che Athena, nome dell'arma, era in grado, pur con poco più di 30 kW di potenza, di perforare e sciogliere come burro la lastra del cofano di un pick-up da quasi un miglio di distanza, ovvero circa 1,6 km.

## Altri utilizzi

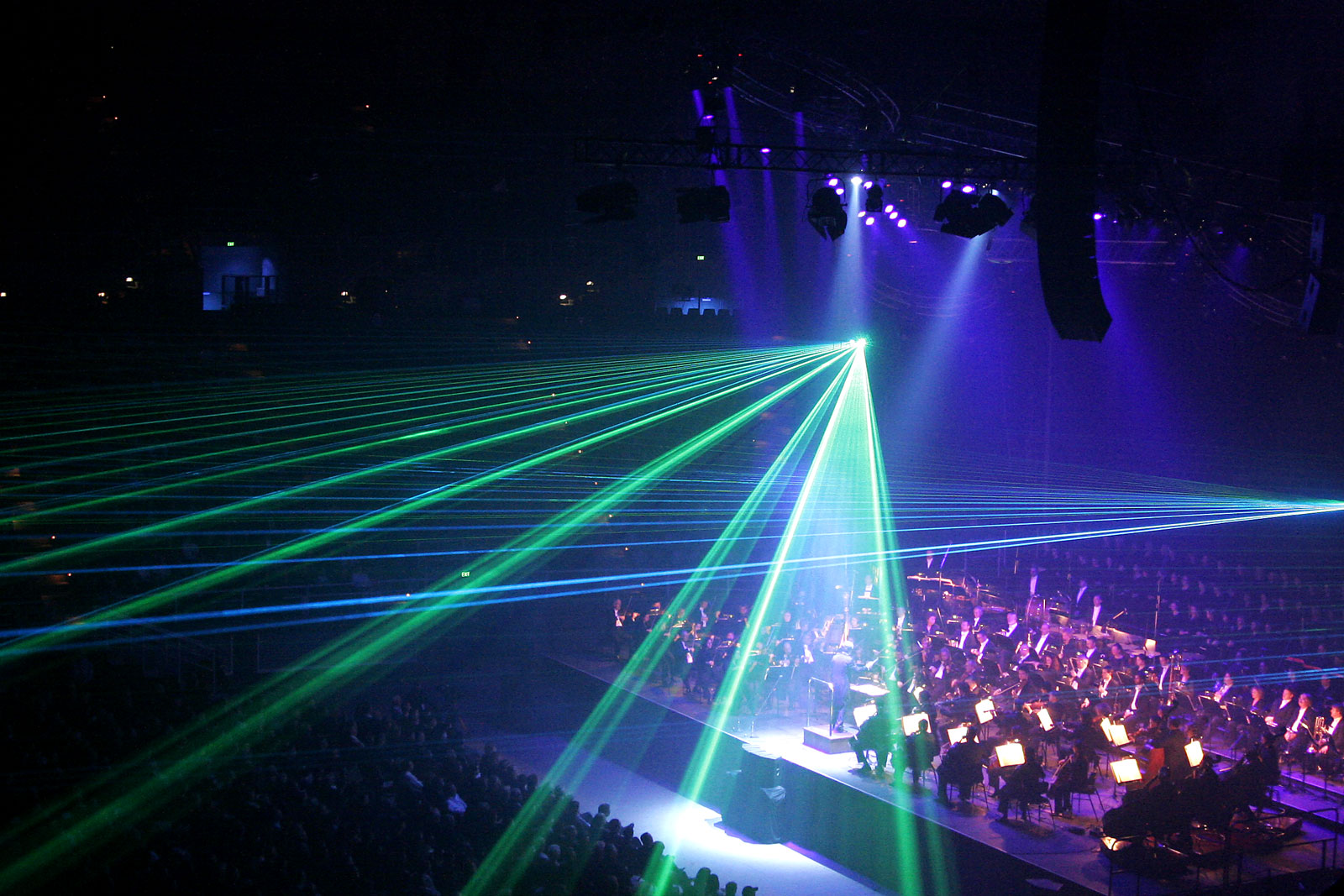
Dei laser vengono utilizzati per realizzare effetti speciali durante uno spettacolo

Il laser viene utilizzato nella tecnica in una gran varietà di apparecchiature: nelle telecomunicazioni e nelle reti di computer viene utilizzato per trasferire enormi quantità di dati attraverso le fibre ottiche nelle rispettive comunicazioni ottiche. Viene utilizzato come elemento di lettura nei player di CD e DVD e per la scrittura nei masterizzatori. È inoltre alla base di visioni di ologrammi nell'ambito della tecnica di foto 3D detta olografia.
In ambito industriale il laser viene utilizzato per tagliare o saldare lamiere in metallo anche di elevati spessori. Nel settore del packaging è utilizzato (generalmente in abbinamento a una testa galvanometrica) per marcare date di scadenza, codici a barre e altre informazioni o per realizzare tagli e incisioni. In metrologia grazie ai laser si possono effettuare delle misure di estrema precisione nel campo che va dai micron alle decine di metri. In campo edile vengono utilizzate sempre più spesso livelle laser. Si realizzano puntatori per sistemi d'arma, o più pacificamente, come indicatori per conferenzieri. Enormi laser permetteranno forse in un prossimo futuro di ottenere reattori nucleari a fusione efficienti. Lo SLAC-National Accelerator Laboratory presso l'Università di Stanford ha realizzato il più potente laser a raggi X al mondo, e i risultati sono stati pubblicati sulla rivista Nature a gennaio 2012.
Il laser viene utilizzato anche per manipolare la materia a livello atomico. Il laser può essere utilizzato per saldare, dividere o forare elementi a livelli atomici, inoltre viene spesso utilizzato per raffreddare i composti a temperature prossime allo zero assoluto (qualche milionesimo di kelvin). Il raffreddamento si ottiene illuminando la materia con i fotoni, sotto opportune condizioni gli atomi assorbono il fotone e ne emettono uno a energia superiore perdendo di conseguenza energia. Si sta studiando la possibilità di utilizzare queste tecniche per raffreddare i semiconduttori.
Il laser può essere infine utilizzato nel mondo dello spettacolo per realizzare show, far comparire scritte o figure, animazioni. Un utilizzo che si presta a utilizzi in spazi interni, e soprattutto esterni (come nello spettacolo serale di fronte all'area tematica della valle dei re a Gardaland). Basti pensare che il più importante show italiano si è svolto il 10 marzo 2006 nello stadio Olimpico di Torino in occasione della Cerimonia di apertura dei IX Giochi Paralimpici invernali.

### Taglio laser

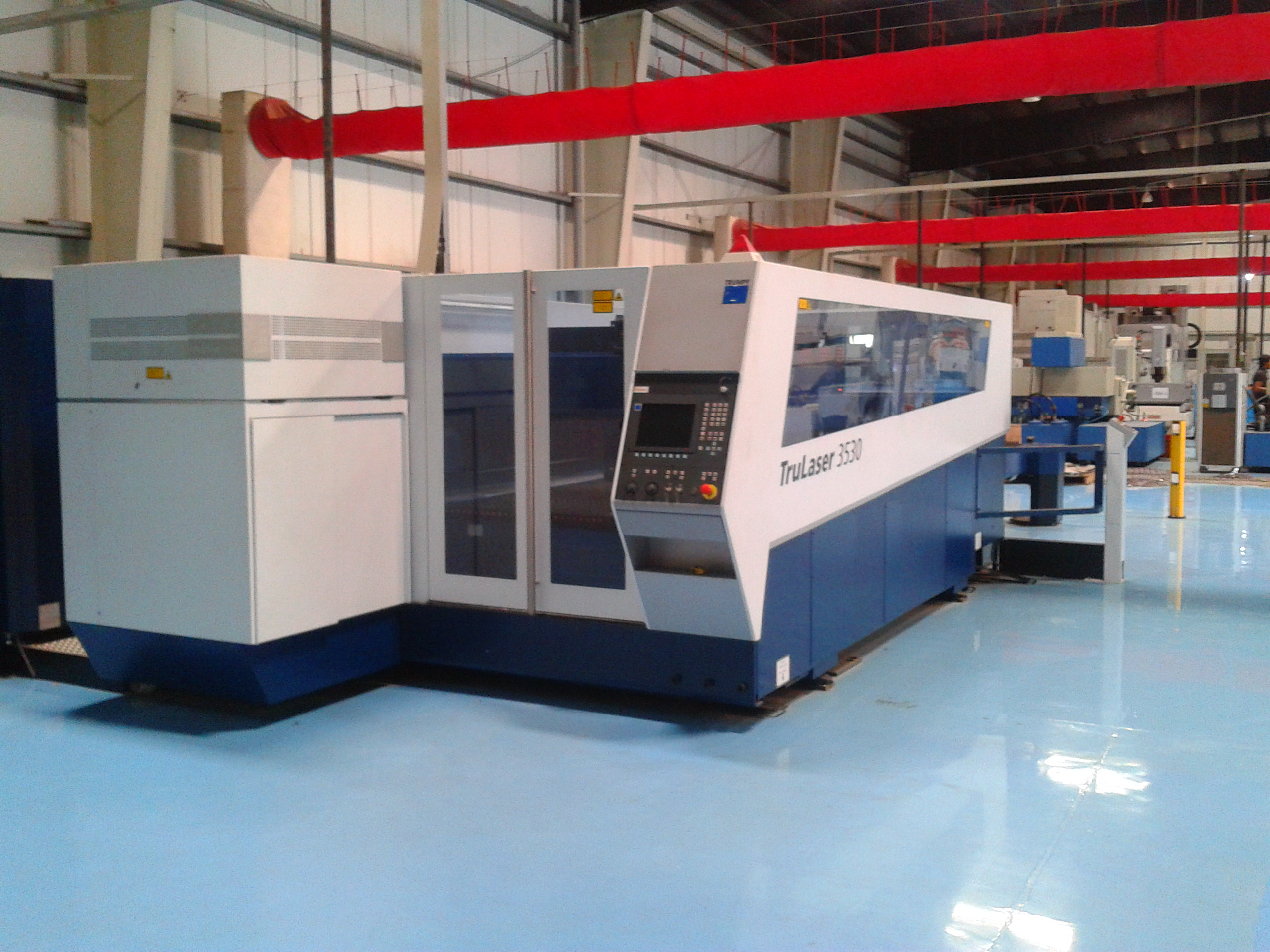
Esempio di macchina utensile per il taglio laser

Il laser può tagliare i materiali in base a tre principi diversi: per vaporizzazione, per fusione o per combustione. In tutti e tre i casi, il processo di taglio si innesca e si mantiene grazie all'energia che il raggio laser può concentrare in un punto molto piccolo. A seconda del tipo di laser, del tipo di materiale e delle potenze in gioco può prevalere l'uno o l'altro meccanismo.

#### Vaporizzazione e taglio laser
Laser Nd:YAG, laser ad argon, laser Q-switch e in generale tutti i laser che funzionano a impulsi: taglio di metalli di piccolo spessore, taglio di plastica e materiali non ferrosi, marcatura, incisione, laser medicali. Ogni impulso scalda istantaneamente il materiale oltre il punto di vaporizzazione, asportandone un piccolo strato (si hanno centinaia o migliaia di impulsi al secondo). Il materiale intorno alla zona di taglio viene riscaldato molto poco. Un discorso a parte vale per i trapani laser per dentisti: questi usano una lunghezza d'onda che viene facilmente assorbita dalle molecole d'acqua. L'acqua presente nei tessuti o sulla superficie del dente assorbe l'energia dell'impulso laser e vaporizza istantaneamente, provocando una serie di microesplosioni che erodono smalto e dentina in modo più sicuro, più preciso, meno traumatico e doloroso di un trapano meccanico.

#### Fusione
Laser CO2 a onda continua di grande potenza, taglio di metalli di grande spessore. Il laser viene usato per portare a fusione un piccolo punto del metallo; il metallo fuso viene soffiato.

#### Combustione
Laser CO2 a bassa potenza, bisturi laser. I laser a infrarossi a onda continua in uso in medicina tagliano per combustione: il raggio scalda il tessuto fino a far evaporare l'acqua contenuta in esso, e poi provoca la combustione del tessuto secco, che viene distrutto. La combustione del materiale asportato è spesso presente anche nei processi di taglio per fusione, dove può fornire un notevole contributo energetico. Questo tipo di taglio viene usato per fermare forti emorragie, poiché il laser a infrarossi causa la cauterizzazione della ferita.

### Saldatura Laser
In settori quali quello industriale, orafo o odontotecnico, la tecnologia laser sta acquisendo sempre maggiore popolarità grazie alla possibilità di effettuare saldature di precisione in tempi ridotti e senza necessità di materiale di apporto. La saldatura laser permette inoltre, dati i tempi ridotti di esposizione del materiale all'impulso, di non surriscaldare il metallo con conseguenti vantaggi nello scongiurare deformazioni e dilatazioni dovute al calore.

### Segnali di S.O.S.
I laser possono essere usati per la segnalazione di una emergenza, puntando il puntatore in cielo e usando un fascio a intermittenza.

### Settore automobilistico

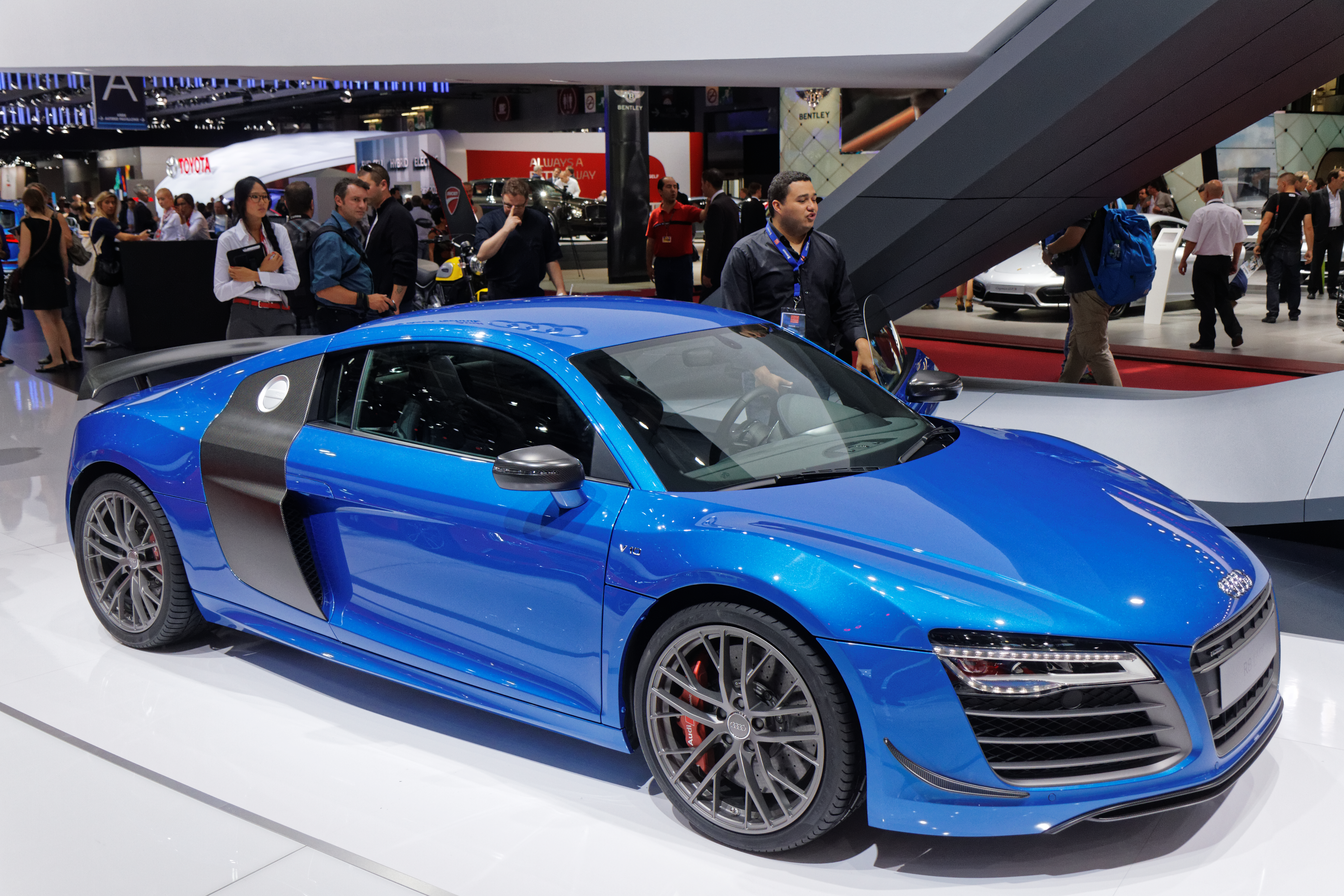
Audi R8 LMX; prima vettura di serie a essere dotata di fari laser

Nel 2014 il laser entra a far parte dei vari sistemi di illuminazione utilizzati sulle automobili (alogeno, xeno, LED). Questi fari possono illuminare fino a 600 metri di distanza con un consumo di soli circa 10 watt, garantendo una visibilità ottimale della strada fino a 250 km/h. L'Audi e la BMW sono le prime case automobilistiche ad usare questo sistema. Inizialmente montato sulla vettura da competizione Audi R8 e-tron Quattro Laserlight del team Audi nel campionato Endurance, venne successivamente utilizzato sulla prima vettura di serie Audi R8 stradale. La BMW iniziò con i fari al laser sulla BMW i8 stradale, autovettura ad alimentazione ibrida della casa bavarese.